# Максимівська сільська рада (Уманський район)
Макси́мівська сільська́ ра́да — адміністративно-територіальна одиниця та орган місцевого самоврядування в Уманському районі Черкаської області. Адміністративний центр — село Максимівка.

## Загальні відомості
- Населення ради: 465 осіб (станом на 2001 рік)

## Населені пункти
Сільській раді підпорядковані населені пункти:
- с. Максимівка

## Склад ради
Рада складалася з 12 депутатів та голови.
- Голова ради: Кривоніс Тетяна Іванівна
- Секретар ради: Риженко Галина Володимирівна

### Керівний склад попередніх скликань
| Прізвище, ім'я, по батькові | Основні відомості                                                                       | Дата обрання | Дата звільнення |
| --------------------------- | --------------------------------------------------------------------------------------- | ------------ | --------------- |
| Кривоніс Тетяна Іванівна    | Сільський голова, 1974 року народження, освіта вища, член Соціалістичної партії України | 26.03.2006   | 31.10.2010      |
| Кривоніс Тетяна Іванівна    | Сільський голова, 1974 року народження, освіта вища, член Партії регіонів               | 31.10.2010   |                 |

Примітка: таблиця складена за даними сайту Верховної Ради України

### Депутати
За результатами місцевих виборів 2010 року депутатами ради стали:

#### За суб'єктами висування
| Суб'єкт висування | Кількість обраних депутатів | %    |
| ----------------- | --------------------------- | ---- |
| Партія регіонів   | 11                          | 91,7 |
| Самовисування     | 1                           | 8,3  |

#### За округами
| № округу        | Прізвище, ім'я, по батькові      | Дата визнання обраним | Освіта             | Партійна приналежність | Відомості про обраного депутата                                 |
| --------------- | -------------------------------- | --------------------- | ------------------ | ---------------------- | --------------------------------------------------------------- |
| Партія регіонів |                                  |                       |                    |                        |                                                                 |
| 1               | Гинга Олена Сергіївна            | 02.11.2010            | середня спеціальна | позапартійна           | фельдшерсько-акушерський пункт с. Максимівка, зав. ФАП          |
| 2               | Грушовенко Людмила Станіславівна | 02.11.2010            | середня            | член Партії регіонів   | Бібліотека с. Максимівка, зав.бібліотекою                       |
| 4               | Кривоніс Олександр Олексійович   | 02.11.2010            | середня спеціальна | член Партії регіонів   | Максимівський СБК, директор СБК                                 |
| 5               | Куцин Валентина Іванівна         | 02.11.2010            | середня спеціальна | позапартійна           | Максимівське відділення ощадбанку, касир ощадбанку              |
| 6               | Міцов Галина Анатоліївна         | 02.11.2010            | середня спеціальна | позапартійна           | С.Максимівка магазин, продавець                                 |
| 7               | Нескородяна Ніна Іванівна        | 02.11.2010            | середня            | член Партії регіонів   | фельдшерсько-акушерський пункт с. Максимівка, молодша медсестра |
| 8               | Пилипенко Людмила Михайлівна     | 02.11.2010            | середня спеціальна | позапартійна           | с. Максимівка магазин, продавець                                |
| 9               | Поліщук В'ячеслав Анатолійович   | 02.11.2010            | середня            | позапартійний          | тимчасово не працює                                             |
| 10              | Риженко Галина Володимирівна     | 02.11.2010            | вища               | член Партії регіонів   | Максимівська сільська рада, секретар                            |
| 11              | Гинга Олена Сергіївна            | 02.11.2010            | середня спеціальна | позапартійна           | фельдшерсько-акушерський пункт с. Максимівка, зав. ФАП          |
| 12              | Грушовенко Людмила Станіславівна | 02.11.2010            | середня            | член Партії регіонів   | Бібліотека с. Максимівка, зав.бібліотекою                       |
| Самовисування   |                                  |                       |                    |                        |                                                                 |
| 3               | Діхтярук Микола Іванович         | 21.02.2011            | середня спеціальна | позапартійний          | ДП «Ілліч-АгроУмань», фуражир                                   |